# آندرانیک هاروتیونیان (سیاستمدار)
آندرانیک آلبرتی هاروتیونیان (ارمنی: Անդրանիկ Ալբերտի Հարությունյան؛ زادهٔ ۲۵ ژانویهٔ ۱۹۷۷) یک سیاستمدار اهل ارمنستان است که از تاریخ تا تاریخ سمت نمایندگی دوره ششم مجلس ملی جمهوری ارمنستان را برعهده داشت.

## زندگی‌نامه
در 	۲۵ ژانویهٔ ۱۹۷۷ ‏در آبوویان به دنیا آمد.